# Massacre de Barsalogho
Le massacre de Barsalogho a lieu le 24 août 2024, lors de l'insurrection djihadiste au Burkina Faso. Il est commis par les djihadistes du Groupe de soutien à l'islam et aux musulmans qui assassinent environ 300 à 400 personnes, en majorité des civils. Il s'agit de l'attaque la plus meurtrière de l'histoire du pays.

## Déroulement
Le 24 août 2024, à la suite d'une « injonction » des responsables militaires de la commune de Barsalogho, des habitants se rassemblent pour creuser des tranchées défensives autour des postes de sécurité, entre 3  à   4 km du centre du village,. Le Monde et RFI rapportent que, selon des sources locales, la population a au préalable refusé de participer à ces travaux, par peur de représailles,, alors que des terroristes ont été aperçus près de la tranchée dans la matinée. Les travaux débutent sous la garde des militaires,, une quinzaine de soldats et une quinzaine de VDP surveillant le secteur. Ce type d'opération se généralise alors au Burkina Faso, à la demande du chef de la junte, Ibrahim Traoré, qui avait déclaré en mai : « Il faut que tout le monde se mette à la tâche […]. Je ne veux plus entendre « On est attaqués ». Vous allez mobiliser vos populations pour creuser des tranchées et vous protéger le temps que les machines [commandées] arrivent chez vous »,.
Mais à Barsalogho, peu de temps après le début des travaux, plus d'une centaine de djihadistes du Groupe de soutien à l'islam et aux musulmans font irruption en ville et ouvrent le feu sur les civils et les militaires,. D'après VOA (Voice of America), la plupart des victimes auraient été abattues dans les tranchées qu'elles étaient en train de creuser. L'attaque débute dans la matinée et s'achève aux environs de 16 heures.
Les militaires et les miliciens prennent la fuite. Les assaillants saisissent plusieurs armes ainsi qu'une ambulance militaire.
Le lendemain, une vidéo du massacre est diffusée par les djihadistes. Selon Le Monde, on y voit « des dizaines de cadavres gisant dans un large fossé en cours de construction. […] À côté de corps inertes en tenue civile, on peut y voir des pioches et des pelles abandonnées, mais aussi des hommes armés de kalachnikovs, sur fond de bruits de tirs ». Un homme abat quelques victimes et des assaillants s'exclament « Allahu akbar ». Pour le journal Libération, près de 90 cadavres sont visibles, tous en tenue civile.
Le Groupe de soutien à l'islam et aux musulmans (GSIM) revendique l'attaque, et affirme avoir pris le « contrôle total du quartier général des milices burkinabées à Barsalogho », mais sans donner plus de précisions.
Selon une source burkinabée citée par le journal Le Monde : « À Barsalogho, le GSIM a voulu envoyer un message de dissuasion aux populations qui envisagent de collaborer avec le régime. Seuls les civils ayant creusé la tranchée ont été tués, les terroristes n’ont pas poursuivi leur attaque à l’intérieur du village ».

## Bilan
La junte burkinabée ne communique aucun bilan et n'assume pas la responsabilité d'avoir contraint les civils à creuser les tranchées sans protection. Le ministre de la Sécurité, Mahamadou Sana, admet seulement que l'attaque a fait « plusieurs » morts. Le chef de la junte, le capitaine Ibrahim Traoré, ne commente pas les événements. Le GSIM revendique avoir tué 300 « miliciens », estimant que les victimes appartenaient aux VDP.
Le journal Le Monde rapporte le 26 août que, selon ses sources militaires et humanitaires burkinabées et ouest-africaines, « le bilan humain fluctue de 100 à plusieurs centaines de morts ». Pour Libération, le bilan pourrait dépasser les 200 morts. Le même jour, RFI indique que le massacre a fait plus de 200 morts et 300 blessés selon des sources militaires et civiles. Le 2 septembre, RFI élève le bilan à au moins 300 morts. Une source médicale de VOA à l'hôpital de Kaya fait état de 169 blessés à la date du 26 août. Selon le Collectif justice pour Barsalgho (CJB), créé au lendemain du massacre, le bilan est d'au moins 400 morts.
Parmi les victimes figurent des civils, dont des femmes et des enfants, des soldats et des miliciens des Volontaires pour la défense de la patrie (VDP),,. Pour VOA, les civils constituent la majorité des victimes. L'ONG Human Rights Watch juge qu'il s'agit d'un « crime de guerre évident ».
Plus d'un mois après le massacre, CNN fait état de près de 600 morts en se basant sur une source sécuritaire française. Le rapport français estime que « Barsalogho est la preuve que le Burkina Faso est sur le point de vaciller car les terroristes ont une emprise sur le pays. 600 personnes sont mortes, et c'est terrible, mais le pire est que c'est comme si ça n'était jamais arrivé, car les tueurs se promènent en liberté sans crainte de représailles ».

## Vidéographie
- [vidéo] Insécurité au Sahel : hausse de la cadence des attaques, France 24, 2 septembre 2024.